# Municipio de Pleasant (condado de Steuben)
El municipio de Pleasant (en inglés: Pleasant Township) es un municipio ubicado en el condado de Steuben en el estado estadounidense de Indiana. En el año 2010 tenía una población de 13704 habitantes y una densidad poblacional de 149,92 personas por km².

## Geografía
El municipio de Pleasant se encuentra ubicado en las coordenadas 41°39′31″N 85°1′36″O / 41.65861, -85.02667. Según la Oficina del Censo de los Estados Unidos, el municipio tiene una superficie total de 91.41 km², de la cual 83.08 km² corresponden a tierra firme y (9.11%) 8.33 km² es agua.

## Demografía
Según el censo de 2010, había 13704 personas residiendo en el municipio de Pleasant. La densidad de población era de 149,92 hab./km². De los 13704 habitantes, el municipio de Pleasant estaba compuesto por el 94.88% blancos, el 1.01% eran afroamericanos, el 0.28% eran amerindios, el 0.74% eran asiáticos, el 0.05% eran isleños del Pacífico, el 1.67% eran de otras razas y el 1.36% pertenecían a dos o más razas. Del total de la población el 4.71% eran hispanos o latinos de cualquier raza.